# Paskrzyn (wieś)
Paskrzyn – wieś w Polsce, położona w województwie łódzkim, w powiecie piotrkowskim, w gminie Ręczno. Niedaleko wsi przepływa rzeka Pilica.
Przez miejscowość przebiega droga wojewódzka nr 742.
| SIMC    | Nazwa          | Rodzaj    |
| ------- | -------------- | --------- |
| 0549855 | Brzezie        | osada     |
| 0549832 | Pociosek       | część wsi |
| 0549849 | Stary Paskrzyn | część wsi |

W latach 1975–1998 miejscowość administracyjnie należała do województwa piotrkowskiego.
W 1553 r. Paskrzyn oraz sąsiednie Wiekopole były w posiadaniu kilku właścicieli. W 1827 r. we wsi mieszkało 279 mieszkańców w 28 domostwach.